# Космонавт Павел Беляев (судно)
«Космонавт Павел Беляев» — научно-исследовательское судно, предназначенное для получения и обработки телеметрических данных с космических аппаратов и обеспечения связи между экипажами космических кораблей и наземных пунктов управления.
Судно получило наименование в честь входившего в первый отряд космонавтов Павла Ивановича Беляева. Он вошёл в отряд космонавтов в 1960 году, космический полёт совершил в 1965 году.
Первый рейс судна был начат 24 мая 1978 года и продлился до 12 декабря этого же года, судно провело в океане чуть более полугода.
В последний рейс судно отправилось 28 января 1994 года и вернулось из него 20 июля того же года.
Всего за период работы судна было выполнено 14 рейсов.
В 2000 году судно «Космонавт Павел Беляев» было снято с эксплуатации и утилизировано.

### История судна
НИС «Космонавт Павел Беляев» было создано на основе лесовоза «Вытегралес», который был полностью переоборудован для выполнения научных задач.
Работы по переработке и модернизации судна проводились на заводе им. А. А. Жданова (ныне СЗ «Северная верфь») в Ленинграде.
Работы по переработке лесовозов в научные суда, предназначенные для ведения связи с космическими аппаратами, проводились по Постановлению СМ СССР № 312-115 от 25.04.1974 г.  Основной комплекс работ был завершён за два года — с 1976 по 1978 годы.
По окончании работ по модернизации судов они ходили под вымпелом Академии наук, при этом фактически относились к командно-измерительному комплексу, который подчинялся напрямую Главному управлению космических средств Министерства обороны СССР.

### Габариты судна
Длина в наибольшей части 121,9 метра, ширина в наибольшей части судна 16,7 метра, высота борта до верхней палубы 10,8 метр.
Судно имеет максимальное водоизмещение 8950 тонн, осадка судна 6,6 метра.
Главная энергетическая установка корабля — двигатель мощностью 5200 л. с. Судно может развивать максимальную скорость 14,7 узла.
Судовые запасы: топливо — до 1440 тонн, смазочные масла — до 30 тонн, питьевая и техническая вода ~ 600 тонн.
Максимальный запас топлива позволяет судну обеспечить дальность плавания до 16 000 миль.

### Рабочие задачи НИС «Павел Беляев»
Судно выполняло задачи по приёму и обработке телеметрических данных от бортовых систем и датчиков, установленных на космических кораблях, а также поддержании голосовой связи между ЦУПом и экипажами космических кораблей.
Районы работы судна — Атлантический и Индийский океаны.

### Состав персонала судна
На судне находились постоянный экипаж и так называемая экспедиция — научные сотрудники, выполняющие непосредственные задания по ведению связи с космическим аппаратом.
Экипаж судна формировался из моряков Балтийского морского пароходства. В состав экспедиции входили военные и гражданские специалисты.
Общее количество людей на судне в среднем было около 130 человек.